# الخطوط الجوية المتحدة الرحلة 663
يونايتد إيرلاينز الرحلة 663 هي رحلة طيران تم اختطافها في 7 أبريل 2010 أثناء رحلتها من واشنطن العاصمة إلي لاس فيغاس عبر دنفر وكانت تحمل علي متنها 157 راكبا و6 من أفراد الطاقم وكانت من طراز بوينغ 757-222 تابعة ليونايتد إيرلاينز ونجا جميع الركاب والطاقم البالغ عددهم 163 شخصا.